# Cá mập đèn lồng đuôi ngắn
Cá mập đèn lồng đuôi ngắn (tên khoa học Etmopterus brachyurus) là một loài cá mập của họ Etmopteridae tìm thấy ở phía tây Thái Bình Dương giữa vĩ độ 37 ° N và 30 ° S, ở độ sâu từ 450 đến 900 m (1.480 và 3.000 ft). Chiều dài của nó lên đến 50 cm (20 in).
Sinh sản là đẻ thai trứng.